# 西浦和駅
西浦和駅（にしうらわえき）は、埼玉県さいたま市桜区田島五丁目にある、東日本旅客鉄道（JR東日本）武蔵野線の駅である。駅番号はJM 27。
さいたま市桜区に所在する唯一の鉄道駅である。武蔵野線の本線のほか、東北本線与野駅までの支線（大宮支線。実際の東北貨物線との合流点は大宮操車場）が分岐している。この支線は主に貨物列車が使用するが、「むさしの号」など一部の旅客列車も経由している。

## 歴史
- 1973年（昭和48年）4月1日：国鉄の駅として開業[1][3]。開業当初に自動改集札機が試験設置された12駅の一つ。
- 1980年（昭和55年）8月17日：付近の古タイヤ火災による高架橋損傷により、北朝霞との間が約1ヵ月間不通となる[6][7]。
- 1987年（昭和62年）4月1日：国鉄分割民営化に伴い、東日本旅客鉄道（JR東日本）の駅となる[3]。
- 2001年（平成13年）11月18日：ICカード「Suica」の利用が可能となる[広報 1]。
- 2008年（平成20年）2月29日：みどりの窓口の営業を終了。
- 2018年（平成30年）4月1日：業務委託化[8]。

## 駅構造
島式ホーム1面2線を有する高架駅である。国道17号新大宮バイパスと交差する地点に設置されている。武蔵野線の本線と大宮支線が分岐するため線路が4本あり、そのうち内側の2本が本線（2・3番線）、外側の2本が大宮支線（1・4番線）である。1・4番線にはホームがないため、当駅ののりばの番号は2番線からとなっている。駅本屋の建設は前田建設工業。
武蔵浦和駅が管理し、JR東日本ステーションサービスが受託する業務委託駅。以前は東浦和駅の被管理駅だった。
改札口は1か所で、正面は一般道を挟んで新大宮バイパス上り線となっている。自動改札機が設置されており、自動券売機が改札外に設置されている。エスカレータは改札階 - 中2階と中2階 - ホームに上りが1機ずつ設置されていたが、改札階 - 中2階のものは撤去された。エレベータは改札内 - ホームに1機設置されている。トイレは男女とも、改札内に1か所ある。また、車椅子用のトイレもある。
武蔵野線本線を走行する列車は、当駅西側の大宮支線との交点・分岐点を通過する際、分岐側を走行することから電車が大きく揺れるため、車内放送にて注意喚起が行われている。また、大宮支線を走行するむさしの号は、配線の都合上当駅を通過し、そのまま大宮支線に入る（理由は後述）。
駅カラーはオレンジ。

### のりば
| 番線 | 路線     | 方向 | 行先                       |
| ---- | -------- | ---- | -------------------------- |
| 2    | 武蔵野線 | 上り | 西国分寺・府中本町方面     |
| 3    | 武蔵野線 | 下り | 南浦和・新松戸・西船橋方面 |

（出典：JR東日本:駅構内図）

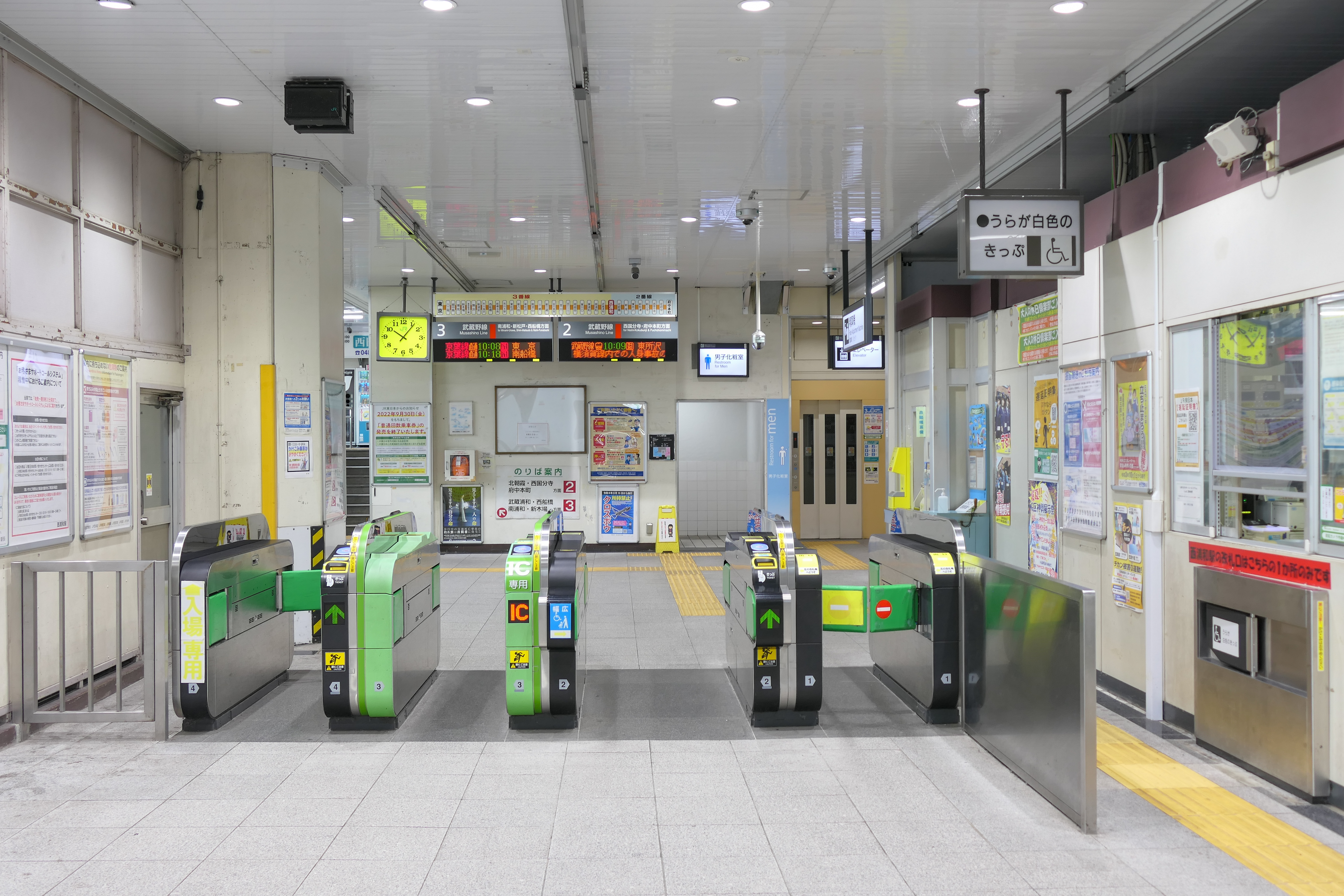
改札口（2022年8月）
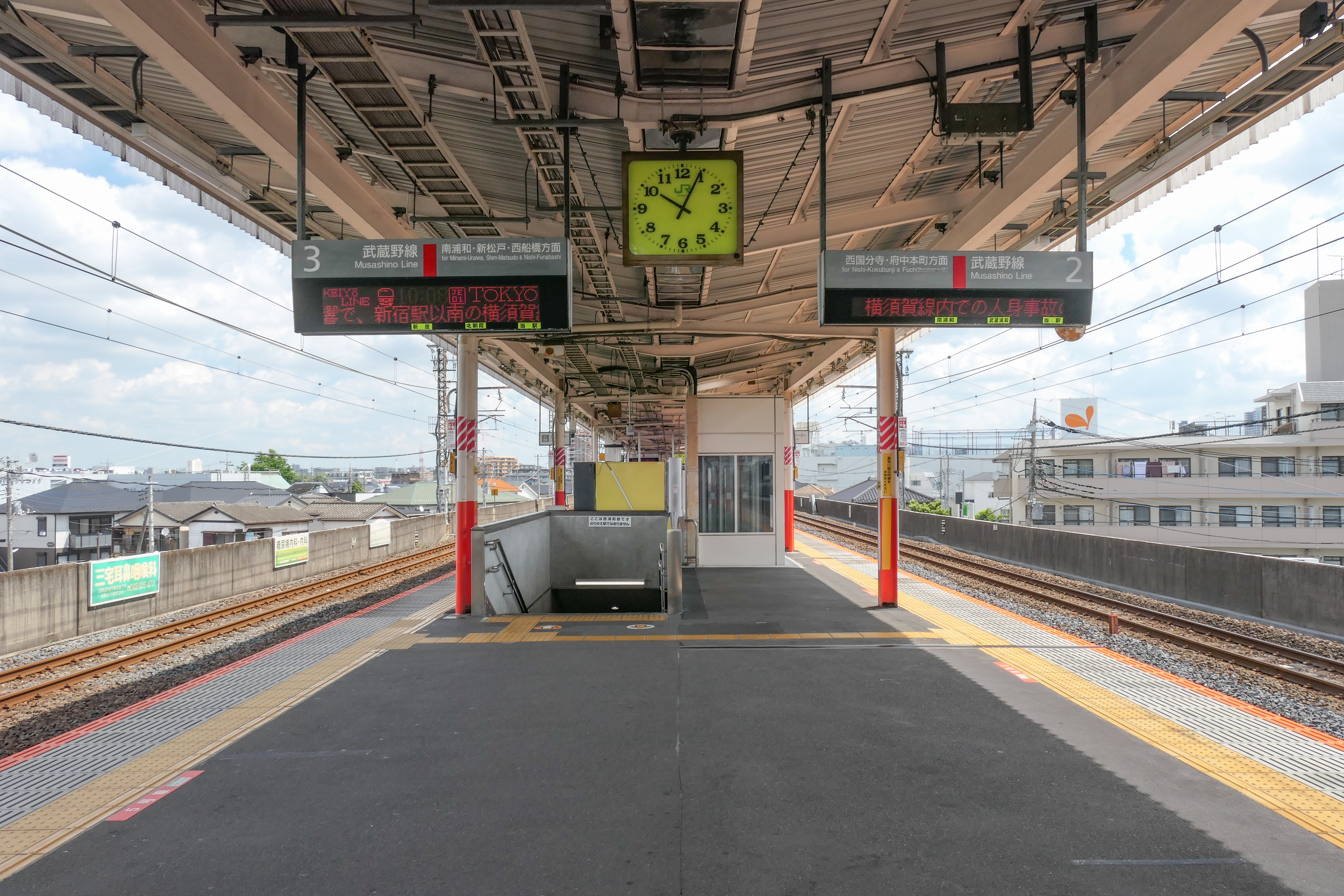
ホーム（2022年8月）
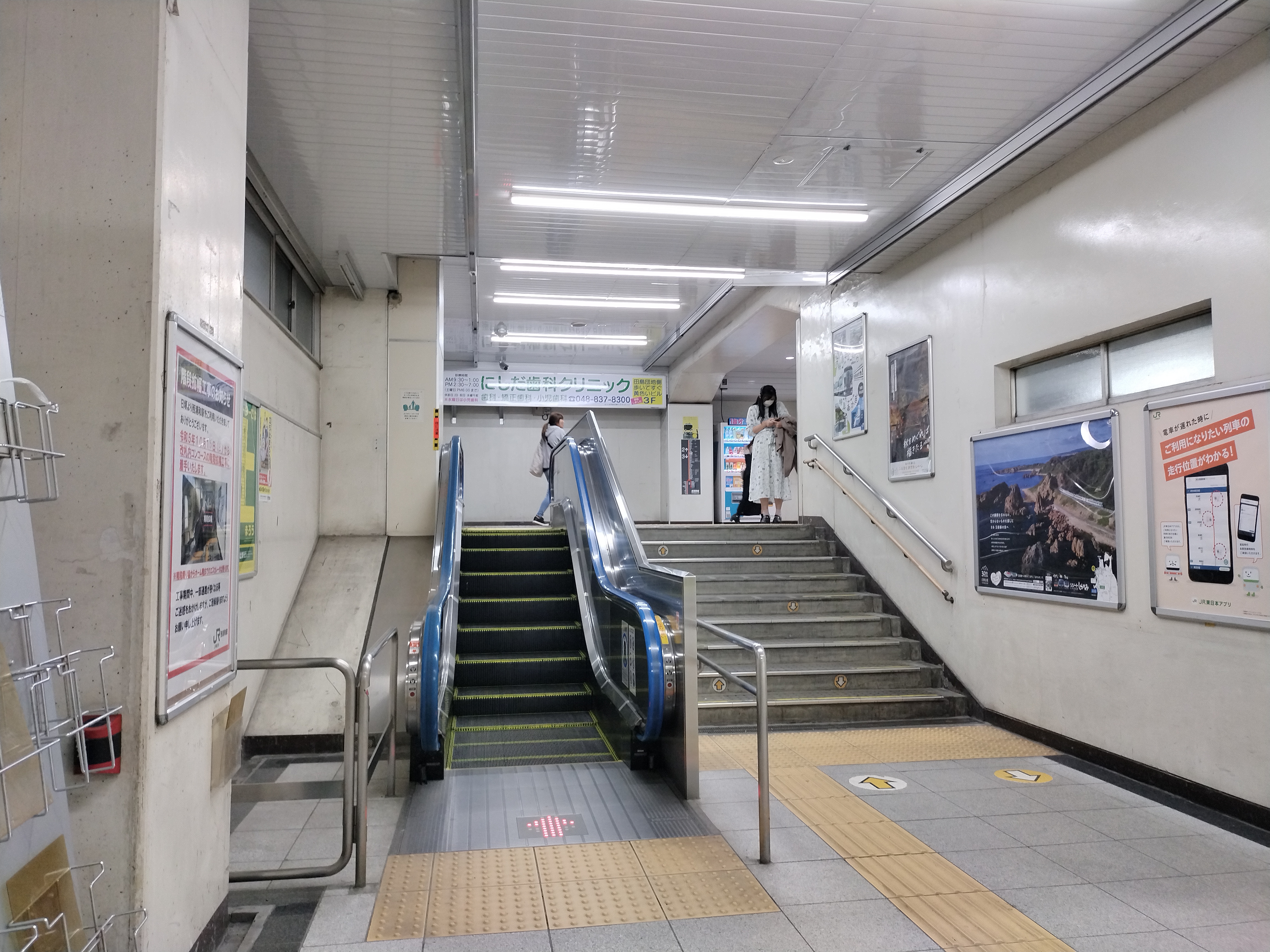
エスカレーター撤去前の階段（2023年10月）
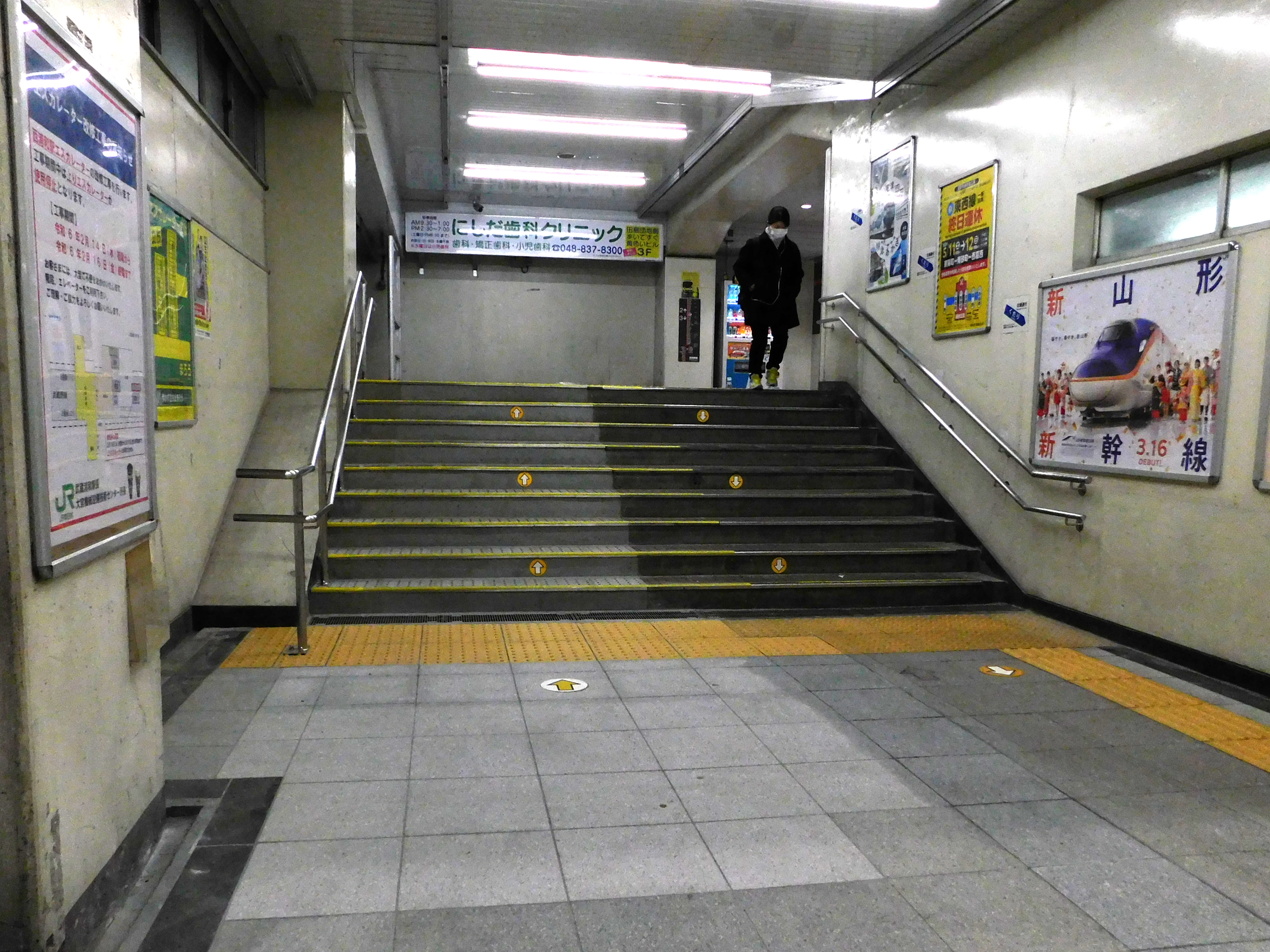
エスカレーター撤去後の階段（2024年1月）
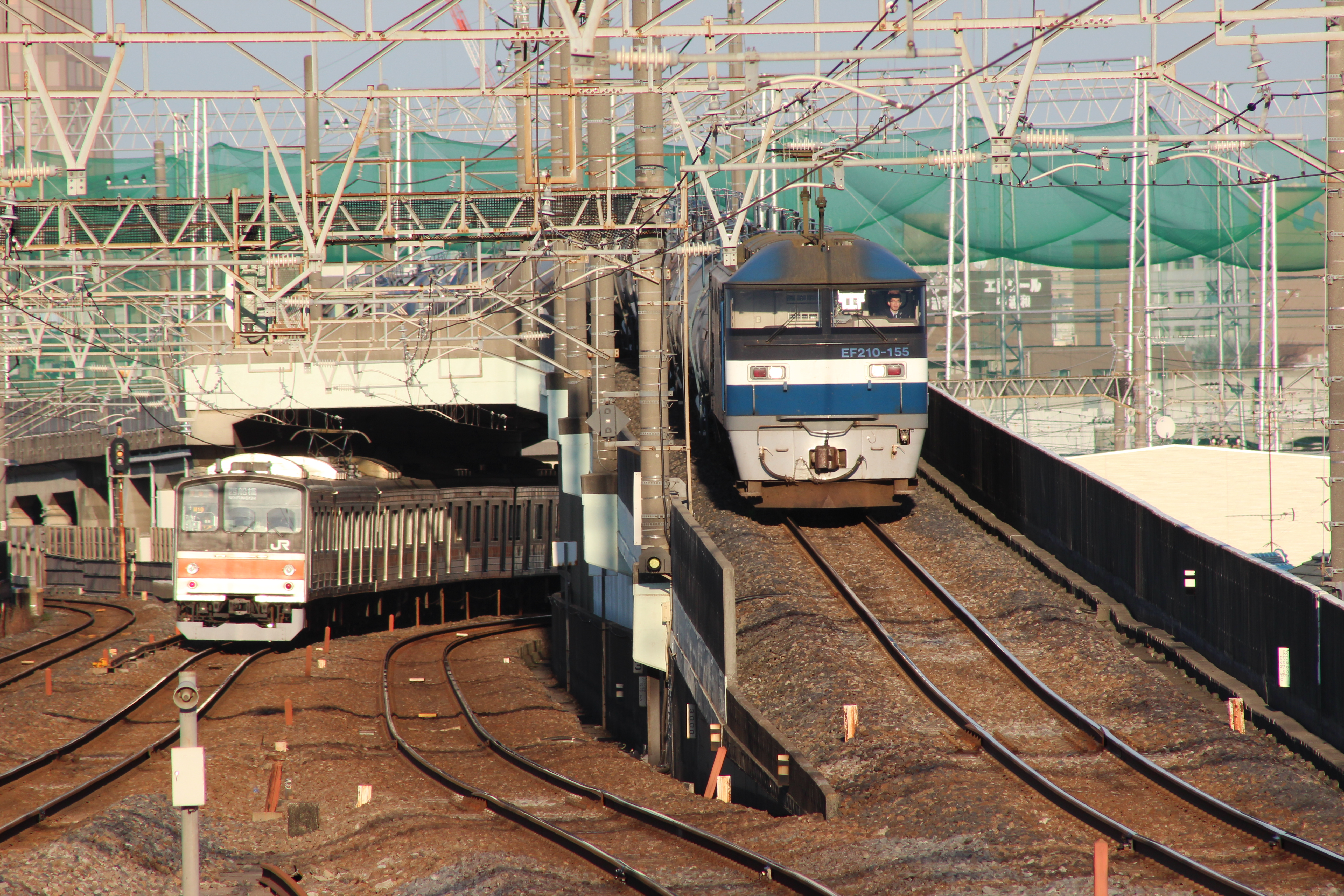
駅ホームから西船橋方を望む。外側2線が大宮支線。

## 利用状況
2023年度（令和5年度）の1日平均乗車人員は13,750人である。武蔵野線内26駅中新三郷駅に次いで20位である。
1981年度（昭和56年度）以降の1日平均乗車人員の推移は下表のとおりである｡
| 年度               | 1日平均 乗車人員 | 出典     |
| ------------------ | ---------------- | -------- |
| 1981年（昭和56年） | 7,120            |          |
| 1982年（昭和57年） | 6,733            |          |
| 1983年（昭和58年） | 7,568            |          |
| 1984年（昭和59年） | 7,669            |          |
| 1985年（昭和60年） | 8,352            |          |
| 1986年（昭和61年） | 8,172            |          |
| 1987年（昭和62年） | 8,774            |          |
| 1988年（昭和63年） | 9,686            |          |
| 1989年（平成元年） | 10,378           |          |
| 1990年（平成02年） | 11,270           |          |
| 1991年（平成03年） | 11,728           |          |
| 1992年（平成04年） | 12,188           |          |
| 1993年（平成05年） | 12,384           |          |
| 1994年（平成06年） | 12,434           |          |
| 1995年（平成07年） | 12,825           |          |
| 1996年（平成08年） | 12,677           |          |
| 1997年（平成09年） | 12,526           |          |
| 1998年（平成10年） | 12,428           |          |
| 1999年（平成11年） | 12,191           | [ * 1 ]  |
| 2000年（平成12年） | 12,006           | [ * 2 ]  |
| 2001年（平成13年） | 11,681           | [ * 3 ]  |
| 2002年（平成14年） | 11,746           | [ * 4 ]  |
| 2003年（平成15年） | 11,949           | [ * 5 ]  |
| 2004年（平成16年） | 12,196           | [ * 6 ]  |
| 2005年（平成17年） | 12,475           | [ * 7 ]  |
| 2006年（平成18年） | 12,764           | [ * 8 ]  |
| 2007年（平成19年） | 12,968           | [ * 9 ]  |
| 2008年（平成20年） | 13,045           | [ * 10 ] |
| 2009年（平成21年） | 12,929           | [ * 11 ] |
| 2010年（平成22年） | 13,250           | [ * 12 ] |
| 2011年（平成23年） | 13,243           | [ * 13 ] |
| 2012年（平成24年） | 13,379           | [ * 14 ] |
| 2013年（平成25年） | 13,955           | [ * 15 ] |
| 2014年（平成26年） | 14,086           | [ * 16 ] |
| 2015年（平成27年） | 14,315           | [ * 17 ] |
| 2016年（平成28年） | 14,678           | [ * 18 ] |
| 2017年（平成29年） | 14,883           | [ * 19 ] |
| 2018年（平成30年） | 14,955           | [ * 20 ] |
| 2019年（令和元年） | 14,758           | [ * 21 ] |
| 2020年（令和02年） | 11,856           |          |
| 2021年（令和03年） | 12,354           |          |
| 2022年（令和04年） | 13,233           |          |
| 2023年（令和05年） | 13,750           |          |

## 駅周辺
- セブン-イレブン西浦和駅西店（2021年7月28日オープン）[10]
- セブン-イレブン西浦和駅前店（2019年2月26日オープン）[11]
- ファミリーマート西浦和駅前店
- 国道17号（新大宮バイパス）
- 首都高速道路埼玉大宮線
- プラザウエスト
- さいたま市記念総合体育館
- 田島団地
- サンディ 西浦和店
- 浦和田島郵便局
- 鴻沼資料館
- 国際医療専門学校
- 埼玉県立浦和工業高校
- さいたま市立田島中学校
- さいたま市立田島小学校
- さいたま市立西浦和小学校
- さいたま市立新開小学校
- 桜環境センター
- 浦和総合流通センター
- 三愛病院
- 創価学会埼玉文化会館
- パシフィックシステム
- ダイエー西浦和店（旧・忠実屋）
  - キャンドゥダイエー西浦和店
- ヨークフーズ中浦和店（2023年11月22日オープン）[12]
  - 不二家ヨークフーズ中浦和店（2023年11月22日オープン）[13][14]
  - モスバーガーヨークフーズ中浦和店（2023年11月22日オープン）[15]
  - カーブス ヨークフーズ中浦和（2023年11月25日オープン）[16]
  - スギドラッグヨークフーズ中浦和店（2023年11月25日オープン）[17]
  - セリアヨークフーズ中浦和店（2023年11月25日オープン）[18]
  - 保険見直し本舗ヨークフーズ中浦和店（2023年11月25日オープン）[19]
- ジェーソン 浦和西堀店
- ドラッグセイムス 西浦和店
- 明光義塾 西浦和駅前教室
- 国際興業バス西浦和営業所
- 秋ヶ瀬公園
- 田島ヶ原
- さくら草公園
- 荒川彩湖公園

## バス路線
駅前ロータリーは、2003年に整備されるまではなかった。ロータリー完成後も駅周辺の道路が狭いため、ロータリーにはコミュニティバス以外は乗り入れておらず、接続交通機関は主にタクシーとなっている。一般の路線バスは駅の北側にある高畠バス停が最寄りである。深夜バスとして、池袋駅1時20分発のミッドナイトアロー高島平・中浦和が西浦和駅入口に停車する。

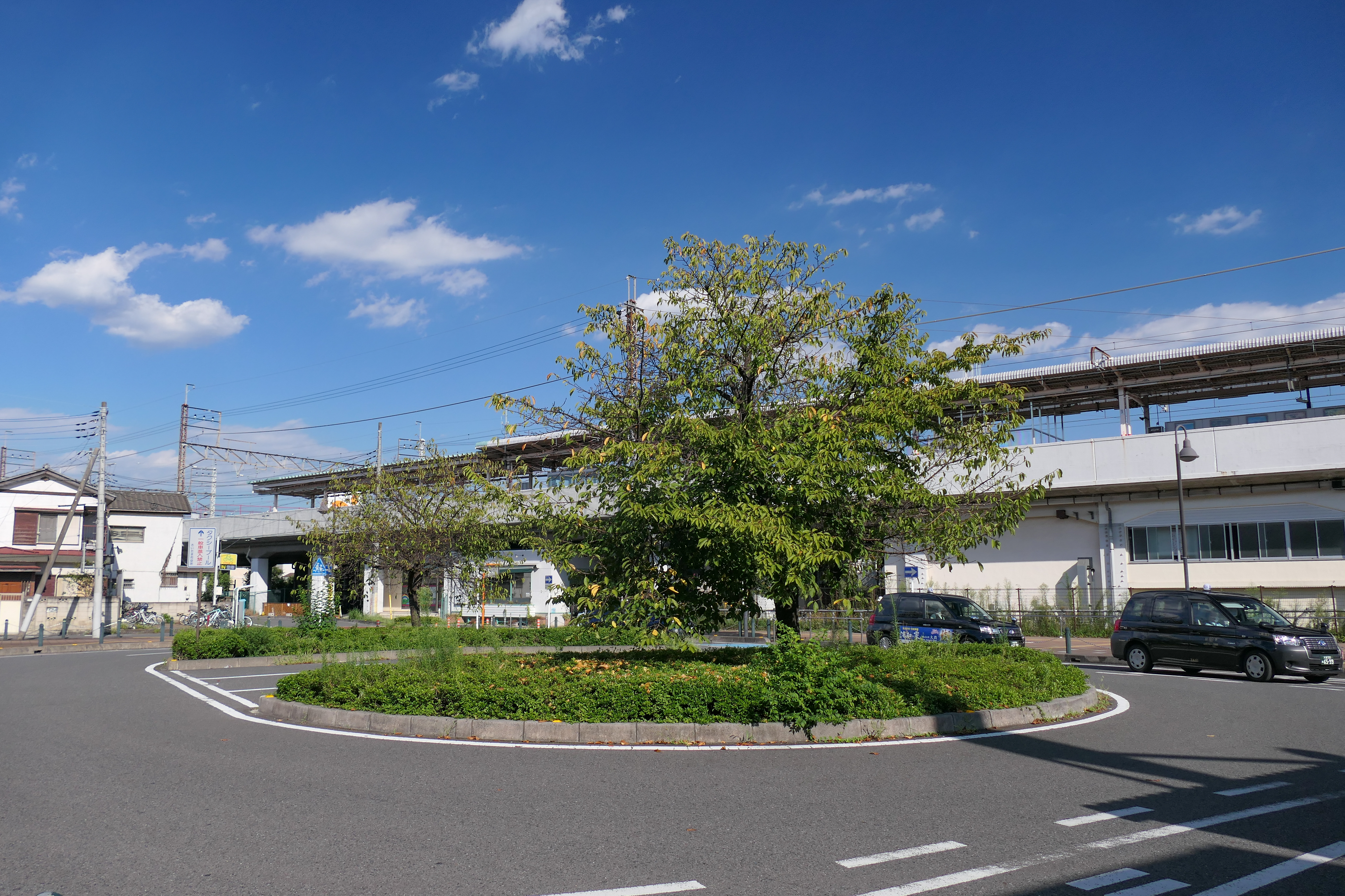
駅前ロータリー（2022年8月）

### 西浦和駅
さいたま市が運行するコミュニティバスが発着する。なお、運行は国際興業バス西浦和営業所が受託している。
10番のりば
- さいたま市桜区コミュニティバス：中浦和駅

11番のりば
- さいたま市桜区コミュニティバス：市民医療センター

### 高畠
国際興業バス西浦和営業所が運行する路線バスが発着する。
1番のりば
- 志01：浦和駅西口
- 北浦80：北浦和駅西口

2番のりば
- 志01：志木駅東口
- 浦11-2・北浦80：西浦和車庫

## その他
- 府中本町方面行きの旅客列車が当駅を出発してしばらくすると、大宮支線との合流ポイントで列車が大きく横に揺れる。西船橋方面行きの旅客列車が当駅に接近する際も同様である。これは、武蔵野線自体が貨物輸送目的で建設された名残で、大宮支線が直進方向となっているためである[5]。自動放送搭載車では、この前後に揺れるアナウンスが流される。
- かつては当駅の西船橋駅・別所信号場方にも分岐器が設置されており、例えば大宮支線の線路を通過線として走行し本線へ戻ることや、逆に本線のホームに停車して大宮支線へ行くこともできた[5]。しかし、停車列車・通過列車ともに鶴見方にある分岐器で向かう方向へと分かれることがほとんどで、西船橋方の分岐器は、深夜帯の保線作業などで保守用車の通過くらいにしか使われていなかった。
- 上記の配線により大宮支線を経由する列車は当駅での客扱いができないため、大宮支線経由で八王子・府中本町方面と大宮方面を結ぶむさしの号は当駅を通過する。そのため、2010年12月4日ダイヤ改正での海浜幕張方面のしもうさ号の運転開始以降、武蔵野線内で大宮駅直通列車が停車しない唯一の駅となっている。
- 開業当時は、東京6号線（現在の都営地下鉄三田線）の延伸計画があり、開業した際に乗換駅になる予定とされていた[22]。
- 北浦和駅はさいたま市浦和区北浦和に、東浦和駅は同市緑区東浦和に、そして南浦和駅は同市南区南浦和に存在するが、当駅の所在地は同市桜区田島であり、行政上「西浦和」という地名は存在しない。なお、浦和市時代の1976年に、当駅南側の曲本・内谷地区に「西浦和」の町名が成立していたが、駅自体は町域に含まれなかった上、2年後の住居表示実施時に消滅している。

## 隣の駅
東日本旅客鉄道（JR東日本）
 武蔵野線
■むさしの号
通過
■各駅停車
武蔵浦和駅 (JM 26) - 西浦和駅 (JM 27) - 北朝霞駅 (JM 28)
武蔵野線貨物支線（大宮支線、旅客列車は全列車通過）
西浦和駅 - （別所信号場） - 与野駅

### 記事本文

##### 広報資料・プレスリリースなど一次資料
1. ↑  “Suicaご利用可能エリアマップ（2001年11月18日当初）” (PDF).   東日本旅客鉄道. 2019年7月27日時点のオリジナルよりアーカイブ。2020年4月29日閲覧。

### 利用状況
JRの1日平均利用客数
1. ↑  各駅の乗車人員 - JR東日本

JR東日本の2000年度以降の乗車人員
1. ↑  各駅の乗車人員（2000年度） - JR東日本
2. ↑  各駅の乗車人員（2001年度） - JR東日本
3. ↑  各駅の乗車人員（2002年度） - JR東日本
4. ↑  各駅の乗車人員（2003年度） - JR東日本
5. ↑  各駅の乗車人員（2004年度） - JR東日本
6. ↑  各駅の乗車人員（2005年度） - JR東日本
7. ↑  各駅の乗車人員（2006年度） - JR東日本
8. ↑  各駅の乗車人員（2007年度） - JR東日本
9. ↑  各駅の乗車人員（2008年度） - JR東日本
10. ↑  各駅の乗車人員（2009年度） - JR東日本
11. ↑  各駅の乗車人員（2010年度） - JR東日本
12. ↑  各駅の乗車人員（2011年度） - JR東日本
13. ↑  各駅の乗車人員（2012年度） - JR東日本
14. ↑  各駅の乗車人員（2013年度） - JR東日本
15. ↑  各駅の乗車人員（2014年度） - JR東日本
16. ↑  各駅の乗車人員（2015年度） - JR東日本
17. ↑  各駅の乗車人員（2016年度） - JR東日本
18. ↑  各駅の乗車人員（2017年度） - JR東日本
19. ↑  各駅の乗車人員（2018年度） - JR東日本
20. ↑  各駅の乗車人員（2019年度） - JR東日本
21. ↑  各駅の乗車人員（2020年度） - JR東日本
22. ↑  各駅の乗車人員（2021年度） - JR東日本
23. ↑  各駅の乗車人員（2022年度） - JR東日本
24. ↑  各駅の乗車人員（2023年度） - JR東日本

JRの統計データ
1. ↑  埼玉県. “埼玉県統計年鑑”. 埼玉県. 2020年5月20日閲覧。
2. ↑  “さいたま市／さいたま市統計書”. www.city.saitama.jp. 2020年5月20日閲覧。
3. ↑  “さいたま市／旧浦和市統計書”. www.city.saitama.jp. 2020年5月20日閲覧。

埼玉県統計年鑑
1. ↑  埼玉県統計年鑑（平成12年）
2. ↑  埼玉県統計年鑑（平成13年）
3. ↑  埼玉県統計年鑑（平成14年）
4. ↑  埼玉県統計年鑑（平成15年）
5. ↑  埼玉県統計年鑑（平成16年）
6. ↑  埼玉県統計年鑑（平成17年）
7. ↑  埼玉県統計年鑑（平成18年）
8. ↑  埼玉県統計年鑑（平成19年）
9. ↑  埼玉県統計年鑑（平成20年）
10. ↑  埼玉県統計年鑑（平成21年）
11. ↑  埼玉県統計年鑑（平成22年）
12. ↑  埼玉県統計年鑑（平成23年）
13. ↑  埼玉県統計年鑑（平成24年）
14. ↑  埼玉県統計年鑑（平成25年）
15. ↑  埼玉県統計年鑑（平成26年）
16. ↑  埼玉県統計年鑑（平成27年）
17. ↑  埼玉県統計年鑑（平成28年）
18. ↑  埼玉県統計年鑑（平成29年）
19. ↑  埼玉県統計年鑑（平成30年）
20. ↑  埼玉県統計年鑑（令和元年）
21. ↑  埼玉県統計年鑑（令和2年）